# Bekim Latifi
Bekim Latifi (* 16. Mai 1994 in Durrës) ist ein deutsch-albanischer Theater- und Filmschauspieler.

## Leben und Werk
Bekim Latifi wurde als Sohn einer Friseurin und eines Kfz-Mechatronikers in der albanischen Hafenstadt Durrës geboren und kam mit 5 Jahren nach Deutschland. Er wuchs in Kamenz auf und legte 2013 sein Abitur am dortigen Gotthold-Ephraim-Lessing Gymnasium ab.
Mit 16 stand er das erste Mal auf der Theaterbühne des Staatsschauspiels Dresden. Seine Schauspielausbildung absolvierte er von 2014 bis 2018 an der renommierten Otto-Falckenberg Schule in München. Währenddessen nahm er bereits Gastengagements an den Münchner Kammerspielen und am Residenztheater München wahr. Noch vor Abschluss seines Studiums erhielt er ein Engagement am Hamburger Thalia Theater, dessen Ensemble er von 2017 bis 2020 angehörte.
Anschließend wechselte Latifi von 2020 bis 2022 als festes Ensemblemitglied an die Münchner Kammerspiele. Dort arbeitete er unter anderem mit namhaften Regisseuren wie Pınar Karabulut, Falk Richter, Jan Bosse und Visar Morina zusammen.
Sein Kinodebüt gab er in der Rolle des Aaron Salomon im Historiendrama Stella. Ein Leben. (2024) an der Seite von Paula Beer.

## Filmografie (Auswahl)
- 2024: Stella. Ein Leben.
- 2024: Tatort: Letzter Ausflug Schauinsland

## Theater (Auswahl)
- 2016: Klein Zaches, mein Zinnober von E.T.A. Hoffmann, Titelrolle; Regie: Wiebke Puls (Münchner Kammerspiele)
- 2017: Die Rote Zora von Kurt Held, Branko Babitsch; Regie: Thomas Birkmeir (Thalia Theater Hamburg)
- 2018: Räuberhände von Finn-Ole Heinrich, Janik; Regie: Anne Lenk (Thalia Theater Hamburg)
- 2018: Orpheus, Hermes; Regie: Antú Romero Nunes (Thalia Theater Hamburg)
- 2019: Amerika von Franz Kafka, Karl Roßmann; Regie: Bastian Kraft (Thalia Theater Hamburg)
- 2019: Sechs Koffer von Maxim Biller, Maxim Biller; Regie: Elsa-Sophie Jach (Thalia Theater Hamburg)
- 2021: Effingers von Gabriele Tergit, Karl Effinger; Regie: Jan Bosse (Münchner Kammerspiele)
- 2021: Like Lovers Do (Memoirs of Medusa) von Sivan Ben Yishai; Regie: Pınar Karabulut (Münchner Kammerspiele)
- 2021: Flüstern in stehenden Zügen von Clemens J. Setz, C; Regie: Visar Morina (Münchner Kammerspiele)
- 2022: Buy Hard von Gro-Swantje Kohlhof, Uwe van Tiger; Regie: Bekim Latifi, Gro-Swantje Kohlhof (Münchner Kammerspiele)
- 2023: Der Prozess von Franz Kafka, Josef K., Regie: Pınar Karabulut (Schauspiel Köln)